# Barbara (film, 1997)
Pour les articles homonymes, voir Barbara (homonymie).
Pour plus de détails, voir Fiche technique et Distribution.
Barbara est un film danois réalisé par Nils Malmros, sorti en 1997, et dont l'action se déroule aux îles Féroé. Il est basé sur un roman éponyme, publié en 1939 par l'écrivain féroïen Jørgen-Frantz Jacobsen, lequel s'était lui-même inspiré des traditions entourant la figure de Beinta Broberg et ses trois mariages. En 1998, Barbara a remporté le Robert, qui récompense chaque année la meilleure production danoise.

## Synopsis

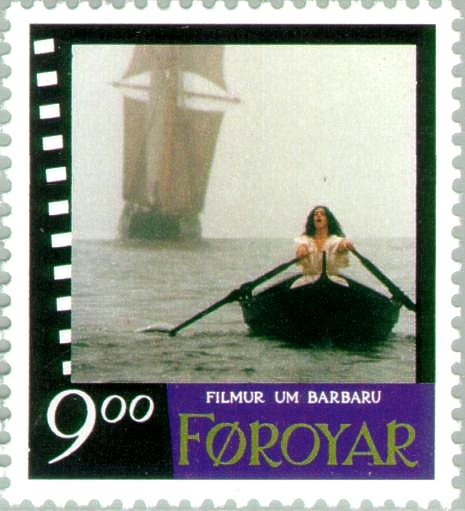
Anneke von der Lippe incarnant Barbara dans le film du même nom.

Arrivant du Danemark, la goélette Fortuna, au nom prédestiné, débarque à Tórshavn, la capitale des îles Féroé le jeune Poul Aggersø (Lars Simonsen). Frais émoulu de la faculté de théologie, il a été nommé à la charge de pasteur sur l'île de Vágar. Parmi la foule qui se presse pour l'accueillir, « M. Poul » remarque Barbara (Anneke von der Lippe), la jeune et alerte veuve de deux pasteurs, dont la rumeur publique lui impute la mort et qui traîne une sombre réputation d'oiseau de malheur. Le pasteur tombe sous son charme, malgré les avertissements qui lui sont prodigués et bien qu'il ait pu lui-même constater l'inconstance de Barbara – et de bon nombre d'autres Féroïennes –, lorsque trois bateaux français accostent au port. Poul et Barbara gagnent Vágar, où elle occupe encore le presbytère de son défunt mari, tandis que lui-même dispose d'un logement de fonction. Mus par le destin, ils se marient mais leur félicité charnelle ne sera que de courte durée : animée d'une immense et ardente passion, Barbara nourrit des désirs qui dépassent le frêle pasteur, lequel, dès lors, s'angoisse et redoute de la perdre. Lors d'une visite à Tórshavn, elle succombe au charme de dandy d'Andreas Heyde, jeune étudiant venu effectuer des recherches aux îles Féroé, mais Poul réussit à la persuader de rentrer avec lui à Vágar. À l'approche de Noël, il s'estime toutefois tenu, pour respecter les obligations de sa charge, de se rendre dans l'île voisine de Mykines, d'accès malaisé. Barbara le supplie de n'en rien faire, Andreas ayant débarqué à Vágar pour séjourner chez le premier magistrat durant la période de Noël. Malgré ses appréhensions, le pasteur n'écoute que la voix de son devoir, non sans espérer revenir rapidement auprès de sa femme. Cependant, le mauvais temps et la houle le bloqueront, onze jours durant, à Mykines. Il a le pressentiment que Barbara est en train de le quitter. À son retour, c'est effectivement un presbytère vide qu'il trouve : Barbara est partie pour Tórshavn avec Andreas. Pour son malheur, il se lance à sa poursuite, est confronté à Andreas, perd toute dignité et finit en prison. La nouvelle idylle de Barbara sera tout aussi éphémère que la précédente : Andreas ne tarde pas à se désintéresser d'elle et Gabriel, employé d'une firme de commerce, fruste et torturé par la jalousie le persuade de reprendre le bateau pour Copenhague sans Barbara, laquelle, désespérée, tentera dans un effort dérisoire de rejoindre à la rame le Fortuna qui vient de lever l'ancre.

## Fiche technique
- Titre original Barbara
- Réalisation : Nils Malmros
- Scénario : Nils Malmros et John Mogensen d'après un roman de Jørgen-Frantz Jacobsen
- Producteur : Per Holst
- Bande son : Gunner Møller Pedersen
- Photographie : Jan Weincke
- Bande-annonce : Gunner Møller Pedersen
- Durée : 143 minutes
- Pays : îles Féroé
- Langue : danois et féroïen

## Distribution
Le rôle principal, celui de la belle Barbara, est joué par l'actrice norvégienne Anneke von der Lippe. Un autre Norvégien, Trond Høvik, incarne le personnage tourmenté de Gabriel. Le comédien danois Lars Simonsen tient le second rôle-vedette du film, celui de M. Poul, le jeune pasteur diplômé de fraîche date, tandis que les autres protagonistes du film sont également campés par des acteurs danois connus, comme Jesper Christensen, Peter Reichhardt, Jens Okking, Birgitte Federspiel ou Bodil Udsen.
- Anneke von der Lippe : Barbara
- Lars Simonsen : Poul Aggersø
- Trond Høvik : Gabriel
- Jesper Christensen : Le greffier-président
- Jens Okking : Le premier magistrat
- Hélène Egelund : Susanne
- Jytte Kvinesdal : Anna Sophie
- Peter Hesse Overgaard : M. Wenzel
- Ove Pedersen : Le bailli
- Peter Reichhardt : Andreas Heyde
- Henning Jensen : Le doyen Anders Morsing
- Bodil Udsen : Armgard
- Birgitte Federspiel : Ellen Katrine
- Henny Moan : Magdalene
- Daniel Ceccaldi : Amiral

De nombreux figurants furent recrutés sur place pour les besoins du tournage, si bien que durant une bonne partie de l'année 1996, on put croiser dans les rues de Tórshavn quantité de Féroïens dotés d'un abondant collier de barbe et d'une chevelure fournie, comme leurs ancêtres en portaient deux siècles auparavant.

## Production

### Historique
En 1961, le réalisateur allemand Frank Wisbar avait réalisé une première adaptation cinématographique, assez libre, du roman de Jacobsen.
Film historique à gros budget, le Barbara danois de 1997 marque une césure dans la filmographie de Nils Malmros, qui, jusqu'alors, avait essentiellement tourné des longs métrages à caractère autobiographique, mettant en scène des adolescents de sa ville natale d'Aarhus. Le réalisateur a qualifié son film de "mélodrame, dépeignant des sentiments grandioses sur fond de nature sublime, le tout raconté avec des sous-entendus à l'ironie superbe".

### Sites et dates de tournage
L'action du film se situe au milieu du dix-huitième siècle, dont l'équipe de tournage, réussit, durant l'été 1996, à recréer l'atmosphère et le décor dans les étroites venelles du vieux quartier de Tórshavn, Tinganes, bordées de maisons au toit de tourbe engazonnée, ainsi que sur un certain nombre d'autres sites, comme Hoyvík, un faubourg de Tórshavn, Saksun, un village isolé du nord de l'île de Streymoy, ou encore l'île de Koltur. Entamé en juin 1996 à Stockholm, le tournage des intérieurs se termina à Copenhague à l'automne de la même année.

### Financement
Avec un budget de 38 millions de couronnes danoises, Barbara fut le long métrage le plus cher jamais produit au Danemark. Des capitaux danois mais aussi suédois et norvégiens furent injectés dans la réalisation de ce projet, produit par Per Holst, qui fut également le producteur de la majeure partie des films de Malmros.

### Diffusion
C'est le 28 septembre 1997, à la Maison nordique (Nordens Hus) des îles Féroé que se déroula l'avant-première du film, devant un parterre de 500 invités féroïens et étrangers. Dans l'après-midi du même jour, il avait cependant déjà été projeté à 200 journalistes, au cinéma Havnar Bio, toujours à Tórshavn. La sortie proprement dite du long métrage eut lieu le 3 octobre. Pas moins de 7 000 billets avaient déjà été écoulés en prévente. Deux semaines plus tard, quelque 10 000 Féroïens, soit plus de 20 % de la population de l'archipel avaient vu l'œuvre. Au Danemark, elle fut exploitée simultanément dans 45 salles.

## Distinctions
En 1998, le film Barbara reçut le Robert, la plus haute distinction du cinéma danois. Sur la liste des lauréats de cette récompense, il vient à la suite de Breaking the Waves de Lars von Trier : (Robert 1997) et précède Festen de Thomas Vinterberg (Robert 1999).
En France, Barbara reçut en 1998 le prix du public au Festival du cinéma nordique de Rouen. En 1998, le film fut sélectionné pour représenter le Danemark à l'Oscar du meilleur film en langue étrangère.